# Emblema della Repubblica Socialista Sovietica Bielorussa
L'emblema della Repubblica Socialista Sovietica Bielorussa fu ufficialmente adottato nel 1937 (dopo che una sua prima versione era stata introdotta come ufficiale nel 1920), e fu utilizzato come stemma ufficiale della Repubblica Socialista Sovietica Bielorussa fino al 1991, quando a seguito del raggiungimento dell'indipendenza nazionale fu sostituito dall'emblema del nuovo stato.

## Simbologia
Ispirato, come molti altri stemmi delle repubbliche sovietiche, a quello dell'URSS, l'emblema ha come suo protagonista la falce e martello, posta in posizione centrale, tradizionalmente simboleggiante l'unità dei lavoratori agricoli e degli operai. Al di sotto è posto un mappamondo (di cui si vede la parte superiore) ad indicare l'orizzonte mondiale della rivoluzione comunista; a fargli da sfondo, il sole nascente, che prefigura la vittoria finale del proletariato. Spighe di grano circondano i simboli posti al centro, affiancate da fiori di trifoglio (sulla sinistra) e lino (sulla destra). A contornare le spighe, un nastro rosso richiama la bandiera rossa propria del movimento comunista internazionale.
Alla base dell'emblema, al di sotto del globo, compare la scritta in cirillico БССР (BSSR), acronimo del nome completo dello stato (Беларуская Савецкая Сацыялістычная Рэспубліка, Bielaruskaja Savieckaja Sacyjalistyčnaja Respublika, ovvero Repubblica Socialista Sovietica Bielorussa). Come motto aggiuntivo, sul nastro rosso compare l'esclamazione marxista Proletari di tutti i paesi, unitevi!, riportata sia in lingua bielorussa (Пралетарыі ўсіх краін, яднайцеся!, Pralietaryi ŭsich krain jadnajciesia!) sulla sinistra che in lingua russa (Пролетарии всех стран, соединяйтесь!) sulla destra.
A completare l'emblema, una stella rossa a cinque punte sulla sommità ne completa il contorno, e rappresenta la partecipazione delle forze armate alla società comunista a fianco degli operai e dei contadini.

## Storia

Versione dello stemma adottata fra il 1958 ed il 1981

L'emblema della Bielorussia Sovietica ha subito diverse modifiche nel corso degli anni. La prima versione, datata 1919, era molto simile ai simboli delle repubbliche ucraina e russa dello stesso periodo, caratterizzata da una grafica nel complesso più semplificata, con uno scudo rosso posto nel mezzo e senza fiori sui lati.
L'11 aprile del 1927 l'emblema venne radicalmente modificato: lo scudo rosso venne eliminato, in modo da lasciare falce e martello liberi. Vennero inoltre aggiunti il mappamondo nella parte inferiore e l'ornamento vegetale sui bordi divenne più complesso: le spighe di grano rimasero infatti solo sul lato sinistro (accompagnate da fiori), mentre il lato destro vide la comparsa di fronde di quercia. Vennero inoltre aggiunto l'acronimo indicante il nome dello stato alla base e il motto proletario, riportato addirittura in quattro diverse lingue (bielorusso, russo, polacco e Yiddish).
La versione del 1927 resistette con lievi modifiche fino al 1958, quando venne nuovamente sostituita con un'altra disegnata dall'artista del popolo e grafico di origine russa I. Dubasov. La nuova proposta, adottata ufficialmente da un apposito articolo (il 119) della costituzione dello stato, vide la scomparsa delle fronde di quercia sul lato destro, dove tornarono le spighe di grano, questa volta contornate da fiori. Vennero inoltre eliminate le scritte in Yiddish e in polacco (il Soviet Supremo bielorusso prese la decisione in concomitanza con la caccia alle "spie della Polonia Bianca", tacciate di trozkismo, da parte dell'NKVD), ed i colori del mappamondo subirono una leggera modifica, divenendo più scuri.
Lo stemma subì un'ultima revisione nel 1981, anche se questa volta le modifiche riguardarono aspetti più eminentemente grafici (il colore della falce e martello venne cambiato da argento in oro, alle spighe e al nastro rosso vennero attribuite tonalità di colore più chiare) che sostanziali.
Dopo la dissoluzione dell'Unione Sovietica e la proclamazione della Repubblica indipendente di Bielorussia nel 1991 l'emblema sovietico venne abolito, sostituito dalla Pahonia, che sin dal medioevo era considerato lo stemma araldico tradizionale bielorusso. È peraltro curioso notare come, a seguito del controverso referendum del 1995, lo stemma nazionale bielorusso venne nuovamente modificato in una forma che richiama visibilmente quello della Repubblica Sovietica.

## Galleria d'immagini

Prima versione (1919-1927)
Versione in uso dal 1927 al 1937
Versione del 1937-38
Versione 1938-1949
Versione 1958-1981
Ultima versione (1981-1991)